# Man After Man
Man After Man: An Anthropology of the Future (traducibile in italiano come "l'uomo dopo l'uomo: un'antropologia del futuro") è un libro di fantascienza e evoluzione speculativa pubblicato nel 1990 scritto dal geologo scozzese Dougal Dixon, con illustrazioni di Philip Hood e prefazione di Brian Aldiss. Al suo interno, l'autore percorre un ipotetico corso dell'evoluzione umana da 200 anni a 5 milioni di anni nel futuro, che vede la nascita e la diversificazione di diverse specie umane attraverso la selezione naturale e l'ingegneria genetica.
Man After Man è la terza opera di Dixon avente come tema l'evoluzione speculativa, dopo Animali dopo l'uomo (After Man: A Zoology of the Future, 1981), che presenta gli animali di un ipotetico futuro, 50 milioni di anni in seguito all'estinzione umana, e I nuovi dinosauri (The New Dinosaurs, 1988), che esplora l'evoluzione animale in un mondo in cui l'estinzione di massa del Cretaceo-Paleocene non ha mai avuto luogo.

## Sommario
Man After Man esplora un ipotetico futuro della specie umana, in un periodo compreso tra i 200 e i 5 milioni di anni nel futuro, nel corso dei quali si sviluppano diverse specie umane. Temi rilevanti all'interno dell'opera sono diversi concetti tecnologici, sociali e biologici, tra cui ingegneria genetica, parassitismo, schiavitù e chirurgia elettiva. La grande padronanza della tecnologia da parte dell'umanità ha come risultato l'accelerazione dell'evoluzione umana e la comparsa di numerose specie con relazioni intraspecifiche variabili, molte delle quali completamente irriconoscibili come esseri umani.
A differenza delle sue opere precedenti, simili a manuali, e invece dello stile narrativo tipico della maggior parte delle opere fantascientifiche, Dixon descrive il futuro da lui immaginato attraverso brevi racconti, sequenze isolate di eventi drammatici nella vita di individui selezionati delle future specie umane. Gli esseri umani geneticamente modificati del futuro, circa 40 specie nel complesso, assumono aspetti diversissimi tra loro. Le prime specie create non sono altro che esseri umani geneticamente modificati creati appositamente per sopravvivere in ambiente acquatico e nello spazio senza indumenti protettivi. Tali specie umane schiavizzate vengono descritte nel libro come "il trionfo definitivo dell'ingegneria genetica".
La moderna specie umana poi si estingue e la sua tecnologia scompare. Le successive specie umane, concepite per essere dotate di scarsa intelligenza e caratteristiche animalesche per ripopolare gli ecosistemi terrestri, dimenticano concetti di cultura e civiltà. Le vite della maggior parte dei discendenti degli umani moderni ruotano dunque attorno alla raccolta del cibo e alla sopravvivenza alla natura e alle sue avversità.

## Sviluppo
A differenza dei precedenti libri di Dixon, strutturati come delle vere e proprie guide sul campo e che esplorano diversi processi naturali reali attraverso esempi e mondi di fantasia, Man After Man si concentra principalmente sui punti di vista dei futuri individui appartenenti alle varie specie post umane e in particolare sulla loro percezione dei cambiamenti climatici, ai quale sono specificamente progettati per adattarsi.
Inizialmente, anche Man After Man era stato concepito come un progetto all'interno del quale sarebbero stati impiegati esempi di fantasia per spiegare processi e fenomeni reali. L'idea originale prevedeva un'umanità che, per sfuggire a catastrofi come la sovrappopolazione e le carestie, inventa il viaggio nel tempo e viaggia 50 milioni di anni nel futuro per ricostruire la civiltà. Tale versione originale sarebbe stata ambientata nello stesso mondo di Animali dopo l'uomo e si sarebbe concentrata sulle catastrofi provocate dall'uomo che distruggono l'ecosistema sviluppatosi nel precedente volume. Dixon era riluttante a essere coinvolto nella versione finale, che aveva invece come tema principale il cambiamento delle condizioni climatiche visto attraverso gli occhi delle future specie umane progettate per adattarsi ad esse, e nelle interviste successive l'ha definito un vero e proprio "progetto disastroso". Per questo motivo, Man After Man è l'unica delle opere sull'evoluzione speculativa di Dixon a non apparire sul suo sito web.
Il concetto originale di Man After Man, quello dell'umanità che distrugge un ecosistema preesistente, è stato successivamente utilizzato da Dixon per un altro suo libro, nel quale l'uomo colonizza un pianeta alieno dotato di un complesso e unico ecosistema. Tale progetto prende il nome di Greenworld è stato poi pubblicato nel 2010 in Giappone con il titolo di Gurīn wārudo.

## Critiche e accoglienza
Come i suoi predecessori Animali dopo l'uomo e The New Dinosaurs, Man After Man ha ricevuto recensioni generalmente positive, nonostante l'aspetto scientifico del libro sia stato criticato in misura maggiore rispetto a quello dei precedenti. Il recensore John Wilkes, del Los Angeles Times, ha paragonato il futuro presentato al suo interno all'ambientazione di Blade Runner, per via delle sue cupe rappresentazioni di un "progresso tecnologico che decade nella crudeltà umana". Wilkes ha elogiato i capitoli introduttivi del libro, in particolare quello sulla genetica, per via della sua facile comprensione e delle sue chiare illustrazioni. Le numerose specie umane future sono state poi definite dal recensore come davvero meravigliose e al tempo stesso miserabili. Wilkes ha anche elogiato le illustrazioni di Philip Hood, in particolare quella del vacuomorfo (una delle specie presenti nel libro), sebbene non abbia fatto a meno di osservare come alcune di esse fossero in qualche modo anatomicamente discutibili. Infine, ha concluso affermando che il punto di forza dell'opera risiede nella sua capacità di suscitare empatia nei confronti di creature bizzarre come le future specie umane.
Scrivendo per la rivista inglese The Skeptic, il critico e autore britannico David Langford ha definito il libro un'opera di lusso di qualità superiore, ma piuttosto che realistico lo ha trovato illuminante e divertente. In particolare, Langford ha criticato gli usi sparsi del termine "telepatia" all'interno del libro e l'ingegneria genetica che permette di creare umani capaci di vivere nello spazio e sott'acqua senza indumenti protettivi quando tali indumenti sarebbero risultati sicuramente più economici, senza richiedere la creazione e la schiavizzazione di razze dipendenti dall'alta tecnologia per la propria sopravvivenza. La scelta che risulta a suo avviso più discutibile è tuttavia quella del ripopolamento dell'ecosistema terrestre tramite specie umane progettate per essere poco intelligenti, senza fare a meno di riconoscere tale concetto come affascinante, una volta accettata la premessa iniziale. Successivi recensori hanno definito il libro distopico, uno "spettacolo da baraccone dell'ingegneria genetica" e che, al contrario di Animali dopo l'uomo e The New Dinosaurs sembra più avvicinarsi alla fantascienza che alla scienza. Alcuni, tra cui l'antropologo Matthew Wolf-Meyer, hanno descritto la visione del futuro presentata da Dixon come nichilista.